# Гіброн (Нью-Гемпшир)
Гіброн (англ. Hebron) — місто (англ. town) в США, в окрузі Ґрафтон штату Нью-Гемпшир. Населення — 632 особи (2020).

## Демографія
Згідно з переписом 2010 року, у місті мешкали 602 особи в 268 домогосподарствах у складі 188 родин. Було 600 помешкань
Расовий склад населення:
| - 97,3 % — білих - 0,7 % — корінних американців - 0,5 % — чорних або афроамериканців - 0,3 % — азіатів |

До двох чи більше рас належало 1,0 %. Частка іспаномовних становила 2,8 % від усіх жителів.
За віковим діапазоном населення розподілялося таким чином: 16,4 % — особи молодші 18 років, 55,7 % — особи у віці 18—64 років, 27,9 % — особи у віці 65 років та старші. Медіана віку мешканця становила 55,1 року. На 100 осіб жіночої статі у місті припадало 105,5 чоловіків;  на 100 жінок у віці від 18 років та старших — 107,0 чоловіків також старших 18 років.
Середній дохід на одне домашнє господарство  становив 78 701 долар США (медіана — 68 000), а середній дохід на одну сім'ю — 89 715 доларів (медіана — 83 438). Медіана доходів становила 45 417 доларів для чоловіків та 46 250 доларів для жінок. За межею бідності перебувало 8,5 % осіб, у тому числі 8,3 % дітей у віці до 18 років та 3,0 % осіб у віці 65 років та старших.
Цивільне працевлаштоване населення становило 252 особи. Основні галузі зайнятості: освіта, охорона здоров'я та соціальна допомога — 29,8 %, будівництво — 16,7 %, публічна адміністрація — 7,9 %, науковці, спеціалісти, менеджери — 7,9 %.